# Radio SWH
Radio SWH er en radiostation i Riga, hovedstaden i Letland. Den etableredes i 1993 som den første private og kommercielle radiostation i Letland. I 1994 etableredes den russisk-sprogede udgave Radio SWH+, og i 2001 begyndte Radio SWH Rock at sende rockmusik.
Radio SWH's ejer og daglige leder frem til 2007 var Zigmars Liepiņš, hvorefter radiovirksomheden siden har tilhørt den irske virksomhed Communicorp Group, mens den daglige ledelse varetages af Jānis Šipkēvics.

## Sendefrekvenser
| By         | Frekvens |  |
| Riga       | 105,2 FM |  |
| Kuldīga    | 100,1 FM |  |
| Liepāja    | 105,1 FM |  |
| Ventspils  | 105,4 FM |  |
| Talsi      | 102,2 FM |  |
| Saldus     | 94,7 FM  |  |
| Valmiera   | 106,5 FM |  |
| Cesvaine   | 100,3 FM |  |
| Jēkabpils  | 101,2 FM |  |
| Rēzekne    | 106,5 FM |  |
| Daugavpils | 105,2 FM |  |